# Кастело ди Чистерна
Кастѐло ди Чистѐрна (на италиански: Castello di Cisterna, може да се намира алтернативната, но неофициална форма Castel Cisterna, Кастел Чистерна, на неаполитански: Castiello 'e Cisterna, Кастиелъ 'е Чистерна) е градче и община в Южна Италия, провинция Неапол, регион Кампания. Разположено е на 34 m надморска височина. Населението на общината е 7435 души (към 2010 г.).